# Angiolo Vestris
Angiolo Maria Gasparo Vestris (* 19. November 1730 in Florenz; † 10. Juni 1809 in Paris) war ein italienischer Tänzer und Schauspieler.

## Leben
Angiolo war der Sohn von Tommaso Marin Ippolito Vestris (eigentlich Vestri), von dessen sieben Kindern insgesamt drei den Tänzerberuf ergriffen haben: Therese (1726–1808), Gaetano (1728–1808) und Angiolo.
Angiolo war ein jüngerer Bruder von Gaetano Vestris. Er studierte Tanz bei Louis Dupré und wurde 1753 Solist an der Opéra National de Paris. Später tanzte er unter Jean Georges Noverre in Stuttgart. 1767 ging er nach Paris zurück, wo er Schauspieler an der Comédie-Italienne wurde.
1766 heiratete er in Stuttgart die französische Schauspielerin Françoise-Rose Gourgaud, genannt Rose Vestris, (* 7. April 1743 in Marseille; † 5. Oktober 1804 in Paris). Sie war die Tochter von Pierre-Antoine Gourgaud, genannt Dugazon.
| Personendaten    | Personendaten                                       |
| ---------------- | --------------------------------------------------- |
| NAME             | Vestris, Angiolo                                    |
| ALTERNATIVNAMEN  | Vestris, Angiolo Maria Gasparo (vollständiger Name) |
| KURZBESCHREIBUNG | italienischer Tänzer und Schauspieler               |
| GEBURTSDATUM     | 19. November 1730                                   |
| GEBURTSORT       | Florenz                                             |
| STERBEDATUM      | 10. Juni 1809                                       |
| STERBEORT        | Paris, Département Seine, Frankreich                |